# ماجد الهزاني
ماجد الهزاني (بالإنجليزية: Majed Al-Hazzani)‏؛ مواليد 23 يناير 1983 في مكة، السعودية، هو لاعب كرة قدم سعودي لعب سابقاً في نادي الوحدة .

## روابط خارجية
- ماجد الهزاني على موقع قاعدة بيانات كرة القدم.إي يو (الإنجليزية)
- ماجد الهزاني على موقع Soccerway.com (الإنجليزية)